# Comuna Pokrovske, Nikopol
Pokrovske (în ucraineană Покровське) este o comună în raionul Nikopol, regiunea Dnipropetrovsk, Ucraina, formată din satele Kapulivka, Katerînivka, Krasne, Naberejne, Pokrovske (reședința) și Șahtar.

## Demografie
Componența lingvistică a satului Pokrovske
     Ucraineană (92,86%)
     Rusă (6,4%)
     Alte limbi (0,39%)
Conform recensământului din 2001, majoritatea populației satului Pokrovske era vorbitoare de ucraineană (92,86%), existând în minoritate și vorbitori de rusă (6,4%).